# Gabriele Burmester
Gabriele Burmester (* 1947 in München) ist eine deutsche Rechtswissenschaftlerin und ehemalige Hochschullehrerin an der Universität Trier.

## Leben und Wirken
Burmester studierte neben den Rechtswissenschaften auch Musik (Klavier und Violoncello) an der Universität München. Nach dem Abschluss ihrer juristischen Ausbildung war sie ab 1978 als Fachanwältin für Steuerrecht und Steuerberaterin in einer Sozietät in München tätig. 1986 wurde sie mit der von Helmut Debatin betreuten steuerrechtlichen Schrift Probleme der Gewinn- und Verlustrealisierung von der Universität Hamburg zum Dr. iur. promoviert wurde. Anschließend war sie als Hochschulassistentin von Debatin am Hamburger Institut für ausländisches und internationales Finanz- und Steuerwesen tätig. Dort habilitierte Burmester sich 1992 und erhielt die Venia Legendi für die Fächer deutsches und internationales Finanz- und Steuerrecht und Völkerrecht. 
Anschließend vertrat sie den Lehrstuhl ihres nunmehr emeritierten Doktorvaters an der Universität Hamburg, lehnte später aber einen Ruf ab. Nach einer weiteren Lehrstuhlvertretung an der Universität Erlangen nahm Burmester 1994 einen Ruf der Universität Trier auf den Lehrstuhl für deutsches und internationales Finanz- und Steuerrecht an, den sie bis zu ihrer Emeritierung innehatte. Ihr Nachfolger wurde Henning Tappe.
Burmesters Forschungsschwerpunkte liegen vor allem im Steuerrecht, insbesondere im internationalen Unternehmenssteuerrecht einschließlich der Doppelbesteuerungsabkommen und internationalen Steuerflucht.

## Schriften (Auswahl)
- Probleme der Gewinn- und Verlustrealisierung, insbesondere bei grenzüberschreitenden Transaktionen zwischen inländischem Stammhaus und ausländischer Betriebstätte. Nomos, Baden-Baden 1986, ISBN 978-3-7890-1294-5 (Dissertation).
- Grundlagen internationaler Regelungskumulation und -kollision, unter besonderer Berücksichtigung des Steuerrechts. Nomos, Baden-Baden 1993, ISBN 978-3-7890-3048-2 (Habilitationsschrift).
- Unternehmensfinanzierung im internationalen Steuerrecht: Grundlagen und Gestaltungen für Einheitsunternehmen, Kapitalgesellschaftskonzerne und Personengesellschaftskonzerne. O. Schmidt, Köln 2003, ISBN 978-3-504-26943-2.